# 馴龍高手3
《馴龍高手3》（英語：How to Train Your Dragon: The Hidden World）是一部於2019年上映的美國3D奇幻動作喜劇動畫電影，由夢工廠動畫公司制作，環球影業發行。電影改編自葛蕾熙達·柯維爾的兒童文學系列《如何馴服你的龍》，為2014年電影《馴龍高手2》的續集，以及「馴龍高手系列電影」的第三和最後一部作品。由迪恩·德布洛斯編劇及執導。主要配音員包括傑·巴魯契、艾美莉卡·弗瑞娜、凱特·布蘭琪、克雷格·費格斯、喬納·希爾、基特·哈靈頓、賈斯汀·拉普、克莉絲汀·薇格、克里斯多福·敏茲-普雷斯、F·莫瑞·亞伯拉罕和傑瑞德·巴特勒。
電影於2019年2月22日在美國上映。

## 劇情
在成为酋长一年后，小嗝嗝（Hiccup）与他的夜煞（Night Fury）没牙仔（Toothless）及其他龙骑士们持续从猎人手中解救被捕的龙类，并将它们带回博克岛（Berk）。然而，博克岛因龙的数量过多而变得拥挤不堪，同时面临着屠龙猎人的持续攻击。为此，小嗝嗝希望能找到其已故父亲史图依（Stoick）曾提及的龙类避风港——“龙族秘境”（The Hidden World）。与此同时，数名军阀将一只被其捕获的白色雌性光煞（Light Fury）交给恶名昭彰的屠龙猎人“残酷的葛林魔”（Grimmel the Grisly），以其为诱饵，企图捕获没牙仔并利用其作为龙王（alpha）领导龙群。
没牙仔在森林中发现了光煞，两者被彼此吸引，但光煞因察觉到小嗝嗝与亚丝翠（Astrid）的接近而飞离。随后，小嗝嗝与特夫纳（Tuffnut）发现了葛林魔设置的捕龙陷阱。当晚，葛林魔造访小嗝嗝，胁迫其交出没牙仔，并炫耀自己已将几乎所有的夜煞屠戮殆尽。小嗝嗝预设了伏击，但葛林魔成功脱身，其麾下的死亡之握龙（Deathgripper）摧毁了小嗝嗝的房屋与博克岛。此次袭击后，小嗝嗝率领全体岛民与龙群启程，寻找龙族秘境以躲避猎人的追捕。
旅途中，博克岛居民发现了一座岛屿，原计划仅作短暂休整，但不久后便决定在此定居，并将其命名为“新博克岛”（New Berk）。小嗝嗝观察到没牙仔因无法独立飞行而阻碍了其与光煞关系的发展，于是为他重建了一套自动尾翼。没牙仔换上新尾翼后立即飞离，与光煞会合并一同飞往一处未知之地。在一次侦察中，娃卡（Valka）注意到葛林魔的军队正在逼近，并向小嗝嗝汇报。小嗝嗝与龙骑士们随即出发抓捕葛林魔，却落入其陷阱，除拉芙纳（Ruffnut）外，其余人勉强逃脱。拉芙纳随后不断骚扰葛林魔，葛林魔因不堪其扰而最终将其释放。
小嗝嗝、亚丝翠与她的龙暴飞飞（Stormfly）一同前去寻找没牙仔，最终发现了龙族秘境。在秘境中，没牙仔已与光煞成为伴侣，并担任了当地龙群的龙王。当秘境中的龙群发现小嗝嗝和亚丝翠时，对他们发起了攻击，但没牙仔出面营救并将二人送返新博克岛。小嗝嗝意识到人类在此地是入侵者，并不安全。此时，返回的拉芙纳在无意间将葛林魔及其军队引至新博克岛。葛林魔捕获了没牙仔和跟随其返回的光煞，并利用没牙仔的龙王地位，以光煞的性命相胁，迫使其服从命令，从而控制了博克岛的所有龙。
在亚丝翠的鼓励下，小嗝嗝集结龙骑士们，决心挫败葛林魔的阴谋。他们身着翼装，对葛林魔的军队发起突袭，引发了一场旨在解救龙群的战斗。在暴飞飞的协助下，小嗝嗝成功解救了没牙仔，但葛林魔给光煞注射了药剂并骑着她逃离。小嗝嗝与没牙仔随即追击，利用闪电击败了葛林魔的死亡之握龙，但葛林魔在空中用麻醉镖击中了没牙仔，使其坠落。小嗝嗝意识到必须依靠光煞，于是解救了她并催促其去救没牙仔，而他自己则与葛林魔一同坠向海面。光煞救下没牙仔后返回营救小嗝嗝，小嗝嗝在获救前卸下被葛林魔抓住的义肢，任由葛林魔坠海身亡。回到岛上后，没牙仔与小嗝嗝达成共识：龙类在人类世界无法获得安全，而人类也被禁止进入龙族秘境。小嗝嗝与没牙仔告别，博克岛的居民们随之将他们的龙释放，让它们回归龙族秘境。三个月后，小嗝嗝与亚丝翠成婚，共同成为新博克岛的领袖。
九年后，没牙仔与光煞已繁育了三只名为“夜光龙”（Night Lights）的混血后代。小嗝嗝、亚丝翠携他们的一子一女航行至龙族秘境的边缘与龙群会面。在将自己的孩子介绍给老友后，小嗝嗝与亚丝翠带孩子们分别骑乘没牙仔和暴飞飞，在光煞及其幼龙的陪伴下共同飞行。小嗝嗝立誓，在人类与龙类能够和平共存之前，龙群将永居于秘境，而博克岛的子民将守护这个秘密。

## 角色

### 介紹
小嗝嗝·哈德克三世（Hiccup Horrendous Haddock III）
博克島的新族長和龍騎士。他的坐騎，同時也是他最好的朋友，是一隻名叫沒牙（Toothless）的夜煞（Night Fury）。
娃卡（Valka）
小嗝嗝的母親。她的坐騎是一隻名叫跳跳雲（Cloudjumper）的斬風龍（Stormcutter）。她也是第一位龍騎士。
戈伯（Gobber the Belch）
老練的維京戰士和鐵匠，史圖依克多年來的好友。曾在年輕時和龍的搏鬥中喪失了一隻手和一隻腳。他的坐騎是一隻名叫暴暴龍（Grump）的龍。
亞絲翠·賀夫遜（Astrid Hofferson）
小嗝嗝的未婚妻，身手靈巧的龍騎士。兩人最後在結局中結婚，生有一對姊弟。她的坐騎是一隻致命納得（Deadly Nadder），名叫暴飛飛（Stormfly）。
鼻涕粗·約葛森（Snotlout Jorgenson）
有著驕傲和不服輸的個性的龍騎士。他的坐騎是一隻猛烈兇魘（Monstrous Nightmare），名叫尖牙王（Hookfang）。
艾瑞特（Eret）
曾經是跩爺的捕龍者，現為一名龍騎士。坐騎是繼承前族長史圖依克的轟鳴龍(Rumblehorn)，名為碎顱者（Skullcrusher）。
悍夫那特與暴芙那特·托爾斯頓（Tuffnut and Ruffnut Thorston）
雙胞胎龍騎士。他們共同的坐騎是一個醜陋雙頭龍（Hideous Zippleback），名叫噴噴和吐吐（Barf and Belch）。
魚腳司·英格馬（Fishlegs Ingerman）
對龍族的資訊非常拿手的龍騎士。他的坐騎是一隻名叫肉丸（Meatlug）的葛倫科（Gronckle）。在結局中與暴芙那特在一起。
葛林魔（Grimmel）
兇惡的捕龍者，除了沒牙以外狩獵了所有的夜煞，並威脅小嗝嗝要摧毀他所愛的一切。坐騎是六隻鬼鉗龍（Deathgripper）
大塊頭史圖依克（Stoick the Vast）
博克島的前族長，小嗝嗝的父親，娃卡的丈夫。在前作中被遭跩爺控制頭腦的沒牙殺死。告訴小嗝嗝龍族秘境（Hidden world）的傳說。

### 配音員
| 配音                      | 配音   | 配音   | 配音          | 角色                                                        |
| 美國                      | 台灣   | 香港   | 中國大陸      | 角色                                                        |
| ------------------------- | ------ | ------ | ------------- | ----------------------------------------------------------- |
| 傑·巴魯契                 | 陳漢典 | 胡彤   | 劉昊然        | 小嗝嗝·阿倫德斯·哈德克三世（Hiccup Horrendous Haddock III） |
| 凱特·布蘭琪               | 姜瑰瑾 | 江美儀 | 王曉巍        | 娃卡（Valka）                                               |
| 克雷格·費格斯             | 康殿宏 | 周永光 | 胡連華        | 戈伯（Gobber the Belch）                                    |
| 艾美莉卡·弗瑞娜           | 鍾欣愉 | 余香凝 | 楊鳴          | 亞絲翠·賀夫遜（Astrid Hofferson）                           |
| 喬納·希爾                 |        | 文傑聰 | 王利軍        | 鼻涕粗·約葛森（Snotlout Jorgenson）                         |
| 基特·哈靈頓               | 夏治世 | 何承駿 | 孟令軍        | 艾瑞特（Eret）                                              |
| 賈斯汀·拉普 克莉絲汀·薇格 | 徐琳智 |        | 郭金非 牟珈論 | 悍夫那特及暴芙那特·托爾斯頓（Tuffnut and Ruffnut Thorston） |
| 克里斯多福·敏茲-普雷斯    |        |        | 楊波          | 魚腳司·英格馬（Fishlegs Justin Ingerman）                   |
| F·莫瑞·亞伯拉罕           |        | 黃德斌 | 郭金非        | 葛林魔（Grimmel）                                           |
| 傑瑞德·巴特勒             | 林谷珍 |        | 張云明        | 大塊頭史圖依克（Stoick the Vast）                           |

## 製作
2010年12月，夢工廠CEO傑弗瑞·卡森伯格確認還會有第三部電影：「《馴龍高手》至少有三部電影、也許有更多，但是我們知道這個故事至少有三章。」前作和本作的編劇和執導迪恩·戴布洛伊說有某些人物和局勢在《馴龍高手2》中發揮作用，這對第三部電影的故事來說將變得更加重要。戴布洛伊在接受采訪時表示，第三部將於2016年上映。儘管這個系列採取了不同的方式講述小嗝嗝和娃卡，葛蕾熙達·柯維爾已經透露了三部曲和書籍系列也會有相似的結局。
電影由邦妮·阿諾德製片，迪恩·戴布洛伊和克里斯·桑德斯執行製作。在2012年宣布，傑·巴魯契、傑瑞德·巴特勒、克雷格·費格斯、艾美莉卡·弗瑞娜、喬納·希爾、克里斯多福·敏茲-普雷斯、托德·約瑟夫·米勒和克莉絲汀·薇格將回歸第三部和最後一部電影。凱特·布蘭琪和吉蒙·韓蘇都回歸出演前作的娃卡和跩爺。在2017年11月，宣布基特·哈靈頓也將回歸出演艾瑞特和F·莫瑞·亞伯拉罕加盟並飾演電影主要反派。

## 發行
上映日期被延後了多次；在2012年9月，二十世紀福斯和夢工廠動畫公司宣布上映日期為2016年6月18日，後來改成為2016年6月17日。2014年9月，電影被延後至2017年6月9日上映。戴布洛伊解釋上映日期的轉變：「只是這些電影需要三年時間，我認為說2016年有點雄心勃勃。在通常情況下，他們會把飛鏢扔到未來，無論他們在哪裡着陸，他們都被稱為上映日期，直到我們開始實際談論為止，然後就像呃，這是不夠的時間，所以知道他們需要三年的時間，從概述和編寫劇本到最後的照明，這只是一個建立模型的過程和做測試和動畫、故事板，整個事情加起來大約三年時間。」
在2015年1月，隨著企業重組、大規模裁員，最大限度地發揮公司的“創造性人才和資源，降低成本，帶動盈利能力”，上映日期被延後至2018年6月29日。在2016年6月18日，上映日期被提前至2018年5月18日，接管了華納兄弟動畫公司的《樂高玩電影2》的上映日期。在2016年12月5日，上映日期再次被延後至2019年3月1日。在2018年9月27日，上映日期提前至2019年2月22日。
2018年4月，片名定名為《How to Train Your Dragon: The Hidden World》。

### 市場營銷
2018年5月31日，夢工廠發佈首張電影海報。2018年6月7日，發佈首支預告。2018年10月25日，發佈第二支預告。

### 評價
爛番茄根據275條評論，持有90%的新鮮度，平均得分7.3／10。在Metacritic上，電影獲得了71分，獲得了多數的好評。

### 票房
中国大陆累计3.5亿人民币。
台灣方面，首週四天票房為新台幣4853萬元；次週票房累計至新台幣1.24億元；第三週票房累計至新台幣1.44億元；第四週票房累計至新台幣1.53億元；最終全台票房為新台幣1.66億元。
| 上一届： 《艾莉塔：戰鬥天使》 | 2019年美國週末票房冠軍 第8-9週 | 下一届： 《驚奇隊長》         |
| 上一届： 《異裂》             | 2019年台北週末票房冠軍 第5週   | 下一届： 《艾莉塔：戰鬥天使》 |
| 上一届： 《異能仨》           | 2019年香港週末票房冠軍 第5週   | 下一届： 《銃夢：戰鬥天使》   |

## 外部連結
- 官方网站
- 互联网电影数据库（IMDb）上《馴龍高手3》的资料（英文）
- Box Office Mojo上《馴龍高手3》的資料（英文）
- Metacritic上《馴龍高手3》的資料（英文）
- 爛番茄上《馴龍高手3》的資料（英文）
- AllMovie上《馴龍高手3》的资料（英文）
- 開眼電影網上《馴龍高手3》的資料（繁體中文）
- 时光网上《馴龍高手3》的資料（简体中文）
- 豆瓣电影上《馴龍高手3》的資料 （简体中文）